# Меринтофобия
Меринтофобията е страхът от това да бъдеш завързан. Произходът на думата merintho е от гръцки и означава "връв", а "фобия" също е гръцка дума, която означава "страх". Меринтофобията е специфична фобия, свързана с ограничаване на движението.
Симптомите обикновено включват тревожност, задух, учестено дишане, неритмично сърцебиене, изпотяване, гадене, сухота в устата, припадъци, невъзможност за изговаряне на думи или изречения и треперене. Тези симптоми могат да варират в зависимост от индивидуалния случай.
Страхът може да произлиза от инцидент, при който човекът е бил завързан — било като шега, било нарочно — или от наблюдаване на друг, който е бил вързан. Не всеки, който е преживял такова събитие, развива фобия, но травмата от него често остава за цял живот.
Човек, страдащ от меринтофобия, би изпитал силен дискомфорт от гледането на илюзионист, който се измъква след като е бил завързан, и може да почувства неразположение или гадене.
Лечението на тази фобия включва психологическа помощ, хипнотерапия, психотерапия и когнитивно-поведенческа терапия (КПТ), които са ефективни методи за справяне с фобиите.